# 더 빅 리드
더 빅 리드(The Big Read)는 2003년 영국 BBC에서 진행한 도서 설문조사로, 영국 대중으로부터 75만 표 이상을 받아 전국에서 가장 사랑받는 소설을 찾았다. 1년 동안 진행된 이 설문조사는 현재까지 대중의 독서 취향을 측정한 가장 큰 단일 조사였으며, 유명인들이 자신이 좋아하는 책을 옹호하는 여러 프로그램으로 정점을 찍었다.

## 목적
BBC는 웹, SMS, 전화를 통한 시청자 투표를 통해 "국민이 가장 사랑하는 소설"을 찾는 것을 목표로 빅 리드를 시작했다. 이 프로그램은 문학에 대해 선정주의적 접근 방식을 취한다는 논란을 불러일으켰지만, 지지자들은 독서에 대한 대중의 인식을 높였다고 칭찬했다. 영국 대중은 원래 자신이 원하는 어떤 소설에도 투표할 수 있었다. 이를 통해 200권의 목록이 작성되었으며, 상위 21권은 저자당 한 권의 책만 허용된다는 조건으로 추가 투표에 부쳐졌다. 이 여론 조사는 소설을 기반으로 했기 때문에 윌리엄 셰익스피어의 희곡은 조사에 포함되지 않았다.

## 영국의 상위 200대 소설
1. 반지의 제왕 - J. R. R. 톨킨
2. 오만과 편견 - 제인 오스틴
3. 황금나침반 - 필립 풀먼
4. 은하수를 여행하는 히치하이커를 위한 안내서 - 더글러스 애덤스
5. 해리 포터와 불의 잔 - J. K. 롤링
6. 앵무새 죽이기 - 하퍼 리
7. 곰돌이 푸 - A. A. 밀른
8. 1984 - 조지 오웰
9. 사자, 마녀, 그리고 옷장 - C. S. 루이스
10. 제인 에어 - 샬럿 브론테
11. 캐치-22 - 조지프 헬러
12. 폭풍의 언덕 - 에밀리 브론테
13. 버드송 - 시배스천 폭스
14. 레베카 - 대프니 듀모리에
15. 호밀밭의 파수꾼 - 제롬 데이비드 샐린저
16. 버드나무에 부는 바람 - 케네스 그레이엄
17. 위대한 유산 - 찰스 디킨스
18. 작은 아씨들 - 루이자 메이 올컷
19. 코렐리 선장의 만돌린 - 루이 드 베르니에르
20. 전쟁과 평화 - 레프 톨스토이
21. 바람과 함께 사라지다 - 마거릿 미첼
22. 해리 포터와 마법사의 돌 - J. K. 롤링
23. 해리 포터와 비밀의 방 - J. K. 롤링
24. 해리 포터와 아즈카반의 죄수 - J. K. 롤링
25. 호빗 - J. R. R. 톨킨
26. 더버빌가의 테스 - 토머스 하디
27. 미들마치 - 조지 엘리엇
28. 오언 미니를 위한 기도 - 존 어빙
29. 분노의 포도 - 존 스타인벡
30. 이상한 나라의 앨리스 - 루이스 캐럴
31. 트레이시 베이커 이야기 - 재클린 윌슨
32. 백년 동안의 고독 - 가브리엘 가르시아 마르케스
33. 대지의 기둥 - 켄 폴릿
34. 데이비드 코퍼필드 - 찰스 디킨스
35. 찰리와 초콜릿 공장 - 로알드 달
36. 보물섬 - 로버트 루이스 스티븐슨
37. 앨리스 같은 마을 - 네빌 슈트
38. 설득 - 제인 오스틴
39. 듄 - 프랭크 허버트
40. 엠마 - 제인 오스틴
41. 빨간 머리 앤 - 루시 모드 몽고메리
42. 워터십 다운 - 리처드 애덤스
43. 위대한 개츠비 - F. 스콧 피츠제럴드
44. 몬테크리스토 백작 - 알렉상드르 뒤마
45. 브라이즈헤드 재방문 - 에벌린 워
46. 동물 농장 - 조지 오웰
47. 크리스마스 캐럴 - 찰스 디킨스
48. 성난 군중으로부터 멀리 - 토머스 하디
49. 굿나잇 미스터 톰 - 미셸 매고리언
50. 쉘 시커스 - 로자먼드 필처
51. 비밀의 화원 - 프랜시스 호지슨 버넷
52. 생쥐와 인간 - 존 스타인벡
53. 더 스탠드 - 스티븐 킹
54. 안나 카레니나 - 레프 톨스토이
55. 적절한 소년 - 비크람 세스
56. 내 친구 꼬마 거인 - 로알드 달
57. 제비와 아마존 - 아서 랜섬
58. 검은말 이야기 - 안나 스웰
59. 아르테미스 파울 - 오언 콜퍼
60. 죄와 벌 - 표도르 도스토옙스키
61. 놀츠 & 크로스 - 말로리 블랙맨
62. 게이샤의 추억 - 아서 골든
63. 두 도시 이야기 - 찰스 디킨스
64. 가시나무새 - 콜린 매컬로
65. 모트 - 테리 프래쳇
66. 마법의 저 멀리 나무 - 에니드 블라이턴
67. 마법사 - 존 파울즈
68. 멋진 징조들 - 닐 게이먼과 테리 프래쳇
69. 가즈! 가즈! - 테리 프래쳇
70. 파리 대왕 - 윌리엄 골딩
71. 향수 - 파트리크 쥐스킨트
72. 누더기 바지 자선가 - 로버트 트레셀
73. 나이트 워치 - 테리 프래쳇
74. 마틸다 - 로알드 달
75. 브리짓 존스의 일기 - 헬렌 필딩
76. 비밀의 역사 - 도나 타트
77. 흰 옷을 입은 여인 - 윌키 콜린스
78. 율리시스 - 제임스 조이스
79. 황폐한 집 - 찰스 디킨스
80. 더블 액트 - 재클린 윌슨
81. 멍청씨 부부 이야기 - 로알드 달
82. 나는 성을 잡았다 - 도디 스미스
83. 구덩이 - 루이스 새커
84. 고르멘가스트 - 머빈 피크
85. 작은 것들의 신 - 아룬다티 로이
86. 비키 엔젤 - 재클린 윌슨
87. 멋진 신세계 - 올더스 헉슬리
88. 콜드 컴포트 팜 - 스텔라 기번스
89. 마법사 - 레이먼드 E. 피스트
90. 길 위에서 - 잭 케루악
91. 대부 - 마리오 푸조
92. 동굴 곰 부족 - 진 M. 아우엘
93. 마법의 색깔 - 테리 프래쳇
94. 연금술사 - 파울로 코엘료
95. 캐서린 - 아냐 세튼
96. 케인과 아벨 - 제프리 아처
97. 콜레라 시대의 사랑 - 가브리엘 가르시아 마르케스
98. 사랑에 빠진 소녀들 - 재클린 윌슨
99. 공주 일기 - 멕 캐벗
100. 한밤의 아이들 - 살만 루슈디
101. 배를 탄 세 남자 - 제롬 K. 제롬
102. 작은 신들 - 테리 프래  et
103. 더 비치 - 알렉스 가랜드
104. 드라큘라 - 브램 스토커
105. 포인트 블랑 - 앤서니 호로비츠
106. 피크윅 클럽의 기록 - 찰스 디킨스
107. 스톰브레이커 - 앤서니 호로비츠
108. 말벌공장 - 이언 뱅크스
109. 자칼의 날 - 프레더릭 포사이스
110. 일러스트레이티드 맘 - 재클린 윌슨
111. 암울한 주드 - 토머스 하디
112. 아드리안 몰레 13¾세의 비밀 일기 - 수 타운센드
113. 잔인한 바다 - 니콜라스 몬사라트
114. 레 미제라블 - 빅토르 위고
115. 캐스터브리지의 시장 - 토머스 하디
116. 도전 게임 - 재클린 윌슨
117. 나쁜 소녀들 - 재클린 윌슨
118. 도리언 그레이의 초상 - 오스카 와일드
119. 쇼군 - 제임스 클라벨
120. 트리피드의 날 - 존 윈덤
121. 롤라 로즈 - 재클린 윌슨
122. 허영의 도시 - 윌리엄 메이크피스 새커리
123. 포사이트가 이야기 - 존 골즈워디
124. 하우스 오브 리브스 - 마크 Z. 대니얼레프스키
125. 독나무 성경 - 바바라 킹솔버
126. 리퍼 맨 - 테리 프래쳇
127. 앵거스, 끈과 전면 키스 - 루이즈 레니슨
128. 바스커빌 가문의 개 - 아서 코난 도일
129. 소유: 로맨스 - A. S. 바이엇
130. 거장과 마르가리타 - 미하일 불가코프
131. 시녀 이야기 - 마거릿 애트우드
132. 세상의 챔피언 대니 - 로알드 달
133. 에덴의 동쪽 - 존 스타인벡
134. 조지의 놀라운 약 - 로알드 달
135. 위어드 시스터즈 - 테리 프래쳇
136. 더 컬러 퍼플 - 앨리스 워커
137. 호그파더 - 테리 프래쳇
138. 39 계단 - 존 부칸
139. 눈물 속의 소녀들 - 재클린 윌슨
140. 슬립오버즈 - 재클린 윌슨
141. 서부 전선 이상 없다 - 에리히 마리아 레마르크
142. 박물관 뒷이야기 - 케이트 앳킨슨
143. 하이 피델리티 - 닉 혼비
144. 그것 - 스티븐 킹
145. 제임스와 거대한 복숭아 - 로알드 달
146. 그린 마일 - 스티븐 킹
147. 빠삐용 - 앙리 샤리에르
148. 무장한 남자들 - 테리 프래쳇
149. 마스터 앤드 커맨더 - 패트릭 오브라이언
150. 스켈레톤 키 - 앤서니 호로비츠
151. 소울 뮤직 - 테리 프래쳇
152. 시간 도둑 - 테리 프래쳇
153. 다섯 번째 코끼리 - 테리 프래쳇
154. 속죄 - 이언 매큐언
155. 비밀 - 재클린 윌슨
156. 은색 칼 - 이언 세라일리어
157. 뻐꾸기 둥지 위로 날아간 새 - 켄 키지
158. 암흑의 심장 - 조지프 콘래드
159. 킴 - 러디어드 키플링
160. 크로스 스티치 - 다이애나 가발돈
161. 모비딕 - 허먼 멜빌
162. 강의 신 - 윌버 스미스
163. 석양의 노래 - 루이스 그래식 기번
164. 쉬핑 뉴스 - E. 애니 프루
165. 가프에 따른 세상 - 존 어빙
166. 로나 둔 - R. D. 블랙모어
167. 늦게 나온 소녀들 - 재클린 윌슨
168. 먼 별장들 - M. M. 케이
169. 마녀들 - 로알드 달
170. 샬롯의 거미줄 - 엘윈 브룩스 화이트
171. 프랑켄슈타인 - 메리 셸리
172. 그들은 잔디밭에서 놀곤 했다 - 테리 베너블스와 고든 윌리엄스
173. 노인과 바다 - 어니스트 헤밍웨이
174. 장미의 이름 - 움베르토 에코
175. 소피의 세계 - 요스테인 고르데르
176. 쓰레기통 아기 - 재클린 윌슨
177. 멋진 여우 씨 - 로알드 달
178. 롤리타 - 블라디미르 나보코프
179. 갈매기의 꿈 - 리처드 바크
180. 어린 왕자 - 앙투안 드 생텍쥐페리
181. 여행 가방 아기 - 재클린 윌슨
182. 올리버 트위스트 - 찰스 디킨스
183. 한 사람의 힘 - 브라이스 코트니
184. 사일러스 매너 - 조지 엘리엇
185. 아메리칸 사이코 - 브렛 이스턴 엘리스
186. 아무도 아닌 사람의 일기 - 조지 그로스미스와 위돈 그로스미스
187. 트레인스포팅 - 어빈 웰시
188. 구스범스 - R. L. 스타인
189. 하이디 - 요하나 슈피리
190. 아들과 연인 - D. H. 로런스
191. 참을 수 없는 존재의 가벼움 - 밀란 쿤데라
192. 남자 그리고 소년 - 토니 파슨스
193. 진실 - 테리 프래쳇
194. 우주 전쟁 - H. G. 웰스
195. 말 속삭이는 사람 - 니콜라스 에반스
196. 균형의 미 - 로힌턴 미스트리
197. 마녀들이 해외로 - 테리 프래쳇
198. 과거와 미래의 왕 - T. H. 화이트
199. 매우 배고픈 애벌레 - 에릭 칼
200. 다락방의 꽃들 - V. C. 앤드루스

## 목록에 여러 소설을 올린 작가들
상위 25위 안에 여러 소설
첫 단계에서 J. K. 롤링의 현존하는 해리 포터 소설 4권 모두 상위 25위 안에 들었다. J. R. R. 톨킨의 가운데땅 소설 2권도 마찬가지였다. 두 번째 단계에는 각기 다른 작가의 책 21권이 포함되었는데, 상위 25위 중에서 롤링은 네 번째 작품인 '불의 잔'만, 톨킨은 '반지의 제왕'만 대표로 올랐다. 이 두 소설은 최종적으로 5위와 1위를 차지했으며, 롤링과 톨킨의 다른 예비 상위권 작품들은 명목상 22~25위를 차지했다.
상위 50위 안에 여러 소설
- 4권: J. K. 롤링
- 3권: 제인 오스틴, 찰스 디킨스
- 2권: 토머스 하디, 조지 오웰, J. R. R. 톨킨

상위 100위 안에 여러 소설
- 5권: 찰스 디킨스, 테리 프래쳇
- 4권: 로알드 달, J. K. 롤링, 재클린 윌슨
- 3권: 제인 오스틴
- 2권: 토머스 하디, 가브리엘 가르시아 마르케스, 조지 오웰, 존 스타인벡, J. R. R. 톨킨, 레프 톨스토이

상위 200위 안에 여러 소설
- 15권: 테리 프래쳇
- 14권: 재클린 윌슨
- 9권: 로알드 달
- 7권: 찰스 디킨스
- 4권: 토머스 하디, J. K. 롤링
- 3권: 제인 오스틴, 앤서니 호로비츠, 스티븐 킹, 존 스타인벡
- 2권: 조지 엘리엇, 존 어빙, 가브리엘 가르시아 마르케스, 조지 오웰, J. R. R. 톨킨, 레프 톨스토이

## 유사한 대회
빅 리드와 유사한 대회들이 다른 나라에서도 진행되었다:
- 호주의 나의 좋아하는 책[6]
- 독일의 다스 그로세 레센
- 헝가리의 아 나지 쾨니브 ("더 빅 북")
- 불가리아의 골랴모토 체테네 ("더 빅 리드")
- 라트비아의 리엘라 라시샤나 ("더 빅 리드")[7]
- 더 그레이트 아메리칸 리드[8]

다른 목록:
- 보클럽벤 월드 라이브러리
- 르 몽드 선정 세기의 도서 100권
- 모던 라이브러리 100대 소설
- 타임지 선정 100대 소설